# 메탈 기어 2: 솔리드 스네이크
메탈 기어 2: 솔리드 스네이크(Metal Gear 2: Solid Snake, 일본어: メタルギア２　ソリッドスネーク)는 코나미가 MSX2 컴퓨터 플랫폼용으로 개발하고 배급한 1990년 오버헤드 액션 어드벤처 잠입 게임이다. 고지마 히데오가 개발하고 디자인한 MSX2 버전의 오리지널 메탈 기어의 직접적인 후속작 역할을 한다. MSX2 버전의 솔리드 스네이크는 일본 전용으로 출시되었다.
오리지널 게임의 사건이 경과한 수년 후인 1999년을 배경으로 한다.